# برتو گونزالس
برتو گونزالس (انگلیسی: Berto González؛ زادهٔ ۲ آوریل ۱۹۹۸) بازیکن فوتبال اهل اسپانیا است.
از باشگاه‌هایی که در آن بازی کرده‌است می‌توان به باشگاه فوتبال اسپورتینگ خیخون اشاره کرد.